# Фірак Михайло
Михайло Фірак (* 1897 — ?) — церковний і культурно-освітній діяч у Бачці й Хорватії.

## Біографія
Родом з Галичини. У 1921 році був висвячений на католицького священика та став парохом у кількох парохіях Боснії та Воєводини. При кожній парохії заснував товариство «Просвіта». У 1933 році заснував газету «Рідне Слово» і працював у ній редактором-видавцем. Видавав календарі 1 кн. для українців у Боснії і Славонії. 
1935 року єпископ Д. Няряді перевів Михайла Фірцака до Руського Керестура. Там до початку війни він був редактором тижневика «Руски Новини» та продовжував працювати над газетою «Рідне Слово», яка була єдиною україномовною газетою Югославії.
Перекладач з хорватської на українську мову і навпаки.